# Gerzson Ádám
Gerzson Ádám (n. 22 februarie 1832, Izsák – d. 9 august 1906, Nagykőrös) a fost un scriitor, istoric literar maghiar.